# Chlorocardium
Genre
Classification phylogénétique
Chlorocardium est un genre de plantes à fleurs de la famille des Lauraceae. Il comporte deux espèces : Chlorocardium rodiei et Chlorocardium venenosum. Il est natif de l'actuelle Amérique du Sud. 